# 香港三育書院
22°18′26″N 114°17′09″E / 22.3073°N 114.2858°E
香港三育書院（英語：Hong Kong Adventist College）位於香港西貢區清水灣道1111號，開辦副學士等課程。香港三育書院暨三育中學中學部、行政樓、男生宿舍、教員宿舍及5家教員宿舍為列為香港二級歷史建築。

## 校政管理
歷任校監
- 朱天明 先生[3]

歷任校長
- 李明道 先生[3]
- 蔡錦程 先生 [4]

## 校史
香港三育書院於1903年在中國廣州同慶坊（位於今北京路）創辦，初時稱為伯特利女校（The Bethel Girls' School），約於1905年增設益智男校（Yick Chi Boys' School），5年後易名為三育學校（Sam Yuk School）。
1915至1917年間，兩校先後遷往東山西牛尾，1922年兩校合併為一所稱為三育中學的男女校，一度於1927年改稱神道訓練院，部分學生遷往香港九龍菴由街（今福華街），開設華安學校，成為三育中學第一分校，於翌年遷回廣州。其後又於1935年改稱廣州三育研究社。
於1937年，日本侵華，學校遷至香港沙田陳樓，改稱華南三育研究社。翌年，位於南京橋頭鎮之中華三育研究社也因戰事決定到香港復校，於1938年與華南三育研究社在沙田合併，更名中華華南三育研究社，但在香港註冊時仍稱華南三育研究社。其後，學校獲香港政府批准以私產方式出售西貢清水灣道共1,374萬平方呎作為永久校址，首期建築於1939年完成，遷入新址後仍繼續與中華三育研究院合辦。
太平洋战争於1941年爆發，學校又遷回广东省老隆繼續校務，戰時仍然進行及發展教育工作。戰後由於香港的校舍仍然被英軍借用，未能即時遷回香港，臨時遷回廣州東山三育路，將「三育衛生食品廠」的建築物改建為臨時校舍，直至1947年才返回香港清水灣復校。戰後復校初期，仍然稱為「華南三育研究社」，但在1952年6月再次更名三育中學（Sam Yuk Middle School）。
1962年，藉大專部成立將校名改為華南三育書院（South China Union College），附設中學部，隨後獲政府批准註冊成一所大專院校。
1981年秋，正式定名為香港三育書院。
2007年9月起停收中一。
2014年1月24日，校方宣布由於收生率偏低，停止招收商務副學士課程2014/2015年度之學生，現就讀課程學生授課不受影響。

## 教育宗旨
「三育」指的是智育、體育及靈育（Mental, Physical, Spiritual）。香港三育書院著重學生的身心靈全面發展，因此學校食堂只提供健康素食，管理學生身體。另外，學校提倡服務教育（Service Education），求學生必須參與義工服務，希望藉此讓學生學會付出和回饋社會、關懷有需要的人。

## 收生情況
以下為香港三育書院全日制專上課程的實際收生人數：
| 學年    | 實質收生人數 | 備註                                                                             |
| ------- | ------------ | -------------------------------------------------------------------------------- |
| 2012/13 | 1 人         | 商務副學士課程預計取錄40人，最終只有1人入讀。                                    |
| 2014/15 |              | 2014年1月24日，校方宣布由於收生率偏低，停止招收商務副學士課程2014/15年度之學生。 |
| 2021/22 | 7 人         | [ 12 ] [ 13 ] [ 14 ]                                                             |

## 歷史建築
2009年12月18日，香港古物諮詢委員會確定將建於1939年、位於新界西貢上洋清水灣道1111號的五所建築物列為「二級歷史建築」：
- 香港三育書院暨三育中學中學部
- 香港三育書院行政樓
- 香港三育書院男生宿舍
- 香港三育書院教員宿舍
- 香港三育書院五家教員宿舍

2020年11月，文物保育專員辦事處對香港三育書院行政樓完成了保育維修。

## 設施

### 校園建築物
香港三育書院位處西貢上洋山，俯瞰清水灣，校園建築典雅，有多座歷史建築物，為無綫電視不少電視劇的錄影場地。三育書院校園內的歷史建築物多是低層紅磚樓，矩形和對稱為其建築特色。中學部校舍有一個中央入口，延伸至內部「U」形走廊。走廊內設有多道裝飾拱門。行政樓的後方是一座雙分式的樓梯，日光可透過三個拱形長窗散落於樓房內。男生宿舍每層均設有臨向草地的拱形陽台。

### 景輝堂
三育書院內的景輝堂，是一所基督教堂。由於學校初期缺乏資金，未能興建教堂，直至1965年得到企業家陳俊捐款，令教堂得於1965年得以建成。教堂於2014年曾翻新，可容納約300人，教堂外型為一間紅磚式外牆的獨立屋，教堂正門與祭台兩端均設置大幅彩色玻璃窗，陽光照射下倍添宗教色彩。教堂外有由兩個大草地圍繞。雖然景輝堂是基督教堂，但它同時接受非教徒舉行婚禮，更提供牧師證婚，是香港少有為非教徒提供證婚儀式的教堂。由於三育書院屬基督復臨安息日會，它以星期六（即基督教與猶太曆中一周的第七天作）為安息日，所以景輝堂逢星期六休息。

### 圖書館
學校圖書館佔地6,700尺，藏書達3萬7千冊，每週開放43小時。
開放時間：星期一至四：上午8時30分 至 下午5時30分。星期五：上午8時30分 至 下午3時正。

## 取景
- 1984年香港電影《少女日記》
- 2017年香港電影《空手道》
- 2017年香港電影《追龍》[22]
- 2018年香港電影《某日某月》
- 2018年香港電影《棟篤特工》
- 2021年政府電視宣傳短片——香港教育局《優化高中四個核心科目(2021)》[23]
- 2022年ViuTV綜藝節目《膠戰S2第10集》
- 2024年香港鑪峯青年獅子會——關注認知障礙症及照顧者微電影《MMR （页面存档备份，存于）》

## 校友
- 區瑞強：香港民歌歌手[24]
- 王傑：臺港流行歌手、音乐人
- 陳頌揚：前香港足球員
- 楊埕：香港女演員和商人
- 葉泓聲（2006年）：香港男歌手及演員、前男子歌唱組合天堂鳥成員
- 李鵬飛（1956年中三[25]）：已故香港政治人物[26]
- 田青：已故香港男演員[27]（1953年中五）